# Nothing`s Good Enough
《Nothing`s Good Enough》는 대한민국의 음악 그룹 유앤미 블루의 첫 번째 정규 음반이다. 2004년에 재발매되었는데, 그때는 부클릿 디자인이 일부 변경되었다.

## 배경
멤버인 방준석과 이승열은 각각 88년, 83년에 미국으로 이민했고, 같은 대학에서 예술사를 전공했다. 같은 기숙사에서 만난 두 사람은 유학생 최철 등과 4인조 팀 U&Me Blue를 결성했고, 대학 졸업 후 직장에 다니던 이승열과 미국에서 활동하려던 방준석 모두 음악에 대한 열망을 가지고 서울행을 결정하게 되었다.
첫 앨범은 그다지 큰 반응을 얻지는 못했지만, 일부 평론가들과 매니아에게는 '수작'이라는 평가를 받았으며 본인들도 "대중적 성공에는 운도 따라야 된다", "나름의 전문적 평가를 받은데 만족한다"라고 자평했다.

## 수록곡
- 전체 작사·작곡·편곡: 유앤미 블루

| #             | 제목                                 | 재생 시간 |
| ------------- | ------------------------------------ | --------- |
| 1.            | 〈Nothing`s Good Enough〉            | 1:56      |
| 2.            | 〈세상 저편에 선 너〉                | 5:21      |
| 3.            | 〈꽃〉                               | 3:36      |
| 4.            | 〈고백〉                             | 5:06      |
| 5.            | 〈패션시대〉                         | 5:03      |
| 6.            | 〈흘러가는 시간... 잊혀지는 기억들〉 | 4:14      |
| 7.            | 〈영화속의 추억〉                    | 4:26      |
| 8.            | 〈Hey〉                              | 4:02      |
| 9.            | 〈G〉                                | 4:11      |
| 10.           | 〈싫어〉                             | 4:33      |
| 총 재생 시간: | 총 재생 시간:                        | 47:28     |

## 참여 인물
이 목록은 해당 앨범의 부클릿에서 발췌하였다.
- 유앤미 블루 - 프로듀서

참여 음악인
- 김병찬 - 베이스 기타(6, 7)
- 장경아 - 건반 악기, 피아노(2, 3, 6, 9)
- 신윤철 - 건반 악기(6)
- 송홍섭 - 가사, 음악 지도
- 김병찬 - 음악 지도

스탭
- 박병준(Song's Studio) - 녹음
- 임채익, 한의수 - 보조 기술
- 김병찬 - 믹싱, 디지털 편집 마스터링
- 박병준 - 믹싱(10), 디지털 편집 마스터링
- Song's Promotion, 이선용, 이영근 - 프로모션
- 김욱 - 사진
- 조진아 - 스타일리스트
- 송홍섭 - 이그제큐티브 프로듀서

## 참고
1. ↑  안정숙 (1994년 11월 25일). “'유 앤미 블루' 모던록 경향 첫음반”. 한겨레.
2. ↑  김철한 (1995년 4월 6일). “뚝심이 언젠간 꽃필거야”. 동아일보.
3. ↑  《Nothing`s Good Enough》 라이너 노츠